# Амонови рогови
Амонови рогови су били увијени рогови овнова, коришћени као симбол старог египатског божанства Амона. Због визуелне сличности, били су повезани и са фосилним шкољкама древних пужева и главоножаца, који су због те историјске повезаности сада познати као амонит.

## Класична иконографија
Амон је био део египатског божанства чија је популарност годинама расла, све док није прерасла у монотеистичку религију на начин сличан предлогу да је јудео-хришћанско божанство еволуирало из древног семитског пантеона. Египатски фараони су неко време долазили да следе ову религију, Аменхотеп III и Тутанкамон узимајући имена од свог божанства. Овај тренд се усвојио, а други египатски богови се такође понекад описују као аспекти Амона.
Амон је често приказиван са овновским роговима, тако да су, како је ово божанство постајало симбол надмоћи, краљеви и цареви почели да се приказују са роговима Амона на бочним странама главе у профилу, као и божанства не само Египта, већ друга подручја, тако да је Јупитер понекад приказиван као Јупитер Амон, препун Амонових рогова, након што је Рим освојио Египат, као и грчко врховно божанство Зевс. Ова традиција се наставила вековима, а Александар Велики се у Курану назива двороги човек, како је и приказан на средњоисточним кованицама и статуама као да има рогове Амона. У Сиви је проглашен за Амоновог сина.
Плиније Старији био је међу најранијим писцима за које је познато да су спиралне шкољке повезивали са божанством Амоном, позивајући се на њих као ammonis cornua (Амонови рогови) у својој књизи Naturalis Historiae. Узимајући у обзир релативну реткост фосила амонита у Египту, потиче од фосилних шкољки пужева попут natica hybrida пронађених у кречњаку близу Каира.
Директно приписивање Амонових рогова фосилним шкољкама главоножаца је постало уобичајено током средњовековних времена, уз помене писаца попут Георгија Агрикола и Конрада Геснера што је довело до широко распрострањене асоцијације која је достигла врхунац када је палеонтолог Карл Алфред фон Цител 1848. именовао класу животиња Ammonoidea.